# Евангелическая церковь Лесото в Южной Африке
Евангелическая церковь Лесото в Южной Африке (сесото Kereke ea Evangeli Lesotho e Boroa ho Afrika, LECSA) — одна из старейших протестантских церквей Африки. Церковь основана в 1833 году Парижским евангелическим миссионерским обществом. Церковь получила поддержку местного короля, и под его защитой развивалась. Первая миссионерская община находилась в Морихе, Лесото. В 1868 году Лесото стало британским протекторатом. В 1898 г. был открыт Синод, а в 1964 г. церковь обрела независимость.
Церковь насчитывает 340 500 членов, 112  приходов и сотни домашних групп верующих.
Церковь исповедует Апостольский Символ веры и Гейдельбергский катехизис, является пресвитерианской в церковном управлении, с сессиями, консисторией, пресвитериями и Генеральной ассамблеей. Официальные языки — английский и сесото. Церковь является членом Всемирного сообщества реформатских церквей и Всеафриканской конференции церквей.

## Внешние ссылки
- lecsakereke.wordpress.com — официальный сайт Евангелическая церковь Лесото в Южной Африке